# Peixe-touro
Peixe-touro é um nome comum dado para várias espécies de peixes marinhos da família Bovichtidae, que são restritos á águas frias e temperadas do hemisfério sul, podendo ser encontrados nos mares costeiros do sul da Austrália, Nova Zelândia e extremo sul da América do Sul (Chile e Argentina). O termo "peixe-touro" vêm dos espinhos próximos da cabeça e por serem terrítorialistas com os da mesma espécie ou diferentes.

## Gêneros
A família Bovichtidae possui apenas três gêneros:
- Bovichtus Valenciennes, 1832
- Cottoperca Steindachner, 1875
- Halaphritis Last, Balushkin & Hutchins, 2002